# 中橋明美
中橋 明美（なかはし あけみ、1961年8月5日 - ）は、日本の元女子バスケットボール選手である。千葉県出身。シャンソン化粧品に所属していた。
全日本メンバーとして1983年の世界選手権に出場した。